# Ніч і туман

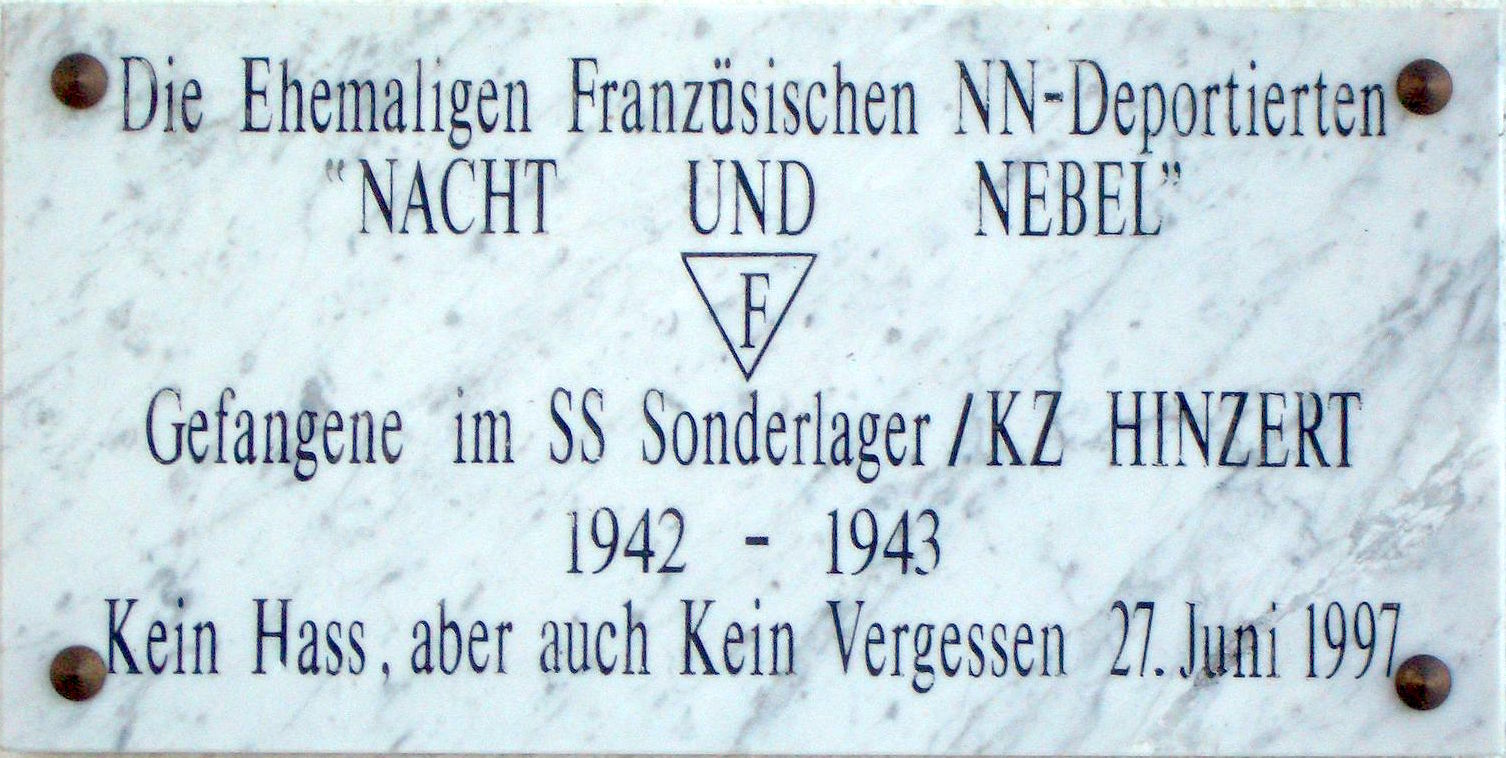
Пам'ятна дошка французьким жертвам директиви «Ніч і туман», що були страчені в концентраційному таборі Гінцерт

«Ніч і туман», також «Морок і туман» (нім. Nacht und Nebel) — директива Адольфа Гітлера від 7 грудня 1941 року, підписана й приведена у виконання Головнокомандувачем збройних сил Німеччини Германом Герінгом. Директива дозволяла викрадення антинацистських політичних активістів на всій території, окупованій Німеччиною під час Другої світової війни.

## Назва
Алітераційний вираз Nacht und Nebel (укр. «Ніч і туман») задокументований у німецькій мові з початку XVII століття. Він використаний Ріхардом Вагнером у творі «Золото Рейну» (1869) і відтоді увійшов у повсякденну німецьку мову. Невідомо, чи термін Nacht-und-Nebel-Erlass (укр. директива «Ніч і туман») використовувався в широкому обігу або використовувався публічно до 1945 року, однак позначення NN іноді використовувалося для позначення в'язнів і депортованих (NN-Gefangener (укр. NN-ув'язнений), NN-Häftling (укр. NN-в'язень), NN-Sache (укр. NN-справа)) у той час.

## Директива
Директиви щодо переслідування за злочини, вчинені на окупованих територіях проти німецької держави або окупаційної влади, від 7 грудня 1941 року.
На окупованих територіях комуністичні елементи та інші ворожі Німеччині кола з початком російської кампанії посилили свої зусилля проти німецької держави та окупаційних держав. Масштаб і небезпека цих махінацій зобов'язують нас вжити суворих заходів стримування. Перш за все, мають бути застосовані наступні директиви:
I. На окупованих територіях адекватним покаранням за злочини, скоєні проти німецької держави або окупаційної влади, які загрожують їхній безпеці або стану боєготовності, є, в принципі, смертна кара.
II. Злочини, перелічені в пункті I, як правило, повинні розглядатися в окупованих країнах тільки в тому випадку, якщо існує ймовірність того, що злочинцеві, принаймні головному злочинцеві, буде винесено смертний вирок, і якщо судовий розгляд і виконання вироку можуть бути завершені в дуже короткі терміни. В іншому випадку злочинці, принаймні головні злочинці, мають бути вивезені до Німеччини.
III. До ув'язнених, яких вивозять до Німеччини, застосовується військова процедура лише тоді, коли цього вимагають особливі військові інтереси. Якщо німецькі або іноземні органи влади запитають про таких в'язнів, їм слід повідомити, що вони були заарештовані, але в рамках судового процесу ніякої додаткової інформації надавати не можна.
IV. Командувачі на окупованих територіях і судові органи в межах своєї юрисдикції несуть персональну відповідальність за дотримання цього наказу.

V. Начальник Верховного Головнокомандування Збройних сил визначає, на яких окупованих територіях застосовується цей указ. Він уповноважений давати роз'яснення та видавати виконавчі накази і доповнення. Рейхсміністр юстиції видаватиме розпорядження в межах своєї компетенції.